# 絲鰭半鱨
絲鰭半鱨，為輻鰭魚綱鯰形目鱨科的其中一種，為熱帶淡水魚類，分布於亞洲越南、寮國、泰國、柬埔寨湄公河流域，體長可達50公分，棲息在緩慢流動的溪流底中層水域，以甲殼類及魚類為食，生活習性不明，可做為食用魚。

## 扩展阅读
維基物種上的相關：絲鰭半鱨